# Birgit Zotz
Birgit Zotz (Waidhofen an der Thaya, 7 de agosto de 1979) es una antropóloga y escritora austríaca especializada en budismo tibetano.
Creció en Waldviertel y Viena. Estudió saxofón, se graduó en turismo en la Universidad de Linz y en etnología en la Universidad de Viena.
Está casada con el filósofo Volker Zotz.

## Libros
- Das Image des Waldviertels als Urlaubsregion, 2006
- Das Image Tibets als Reiseziel im Spiegel deutschsprachiger Medien, 2008
- Das Waldviertel – Zwischen Mystik und Klarheit. Das Image einer Region als Reiseziel, 2010
- Destination Tibet. Touristisches Image zwischen Politik und Klischee, 2010
- Zur europäischen Wahrnehmung von Besessenheitsphänomenen und Orakelwesen in Tibet, 2010